# BYD Dolphin
La BYD Dolphin, chiamata anche BYD EA1, è un'autovettura elettrica prodotta dalla casa automobilistica cinese BYD Auto dal 2021.

## Contesto e storia

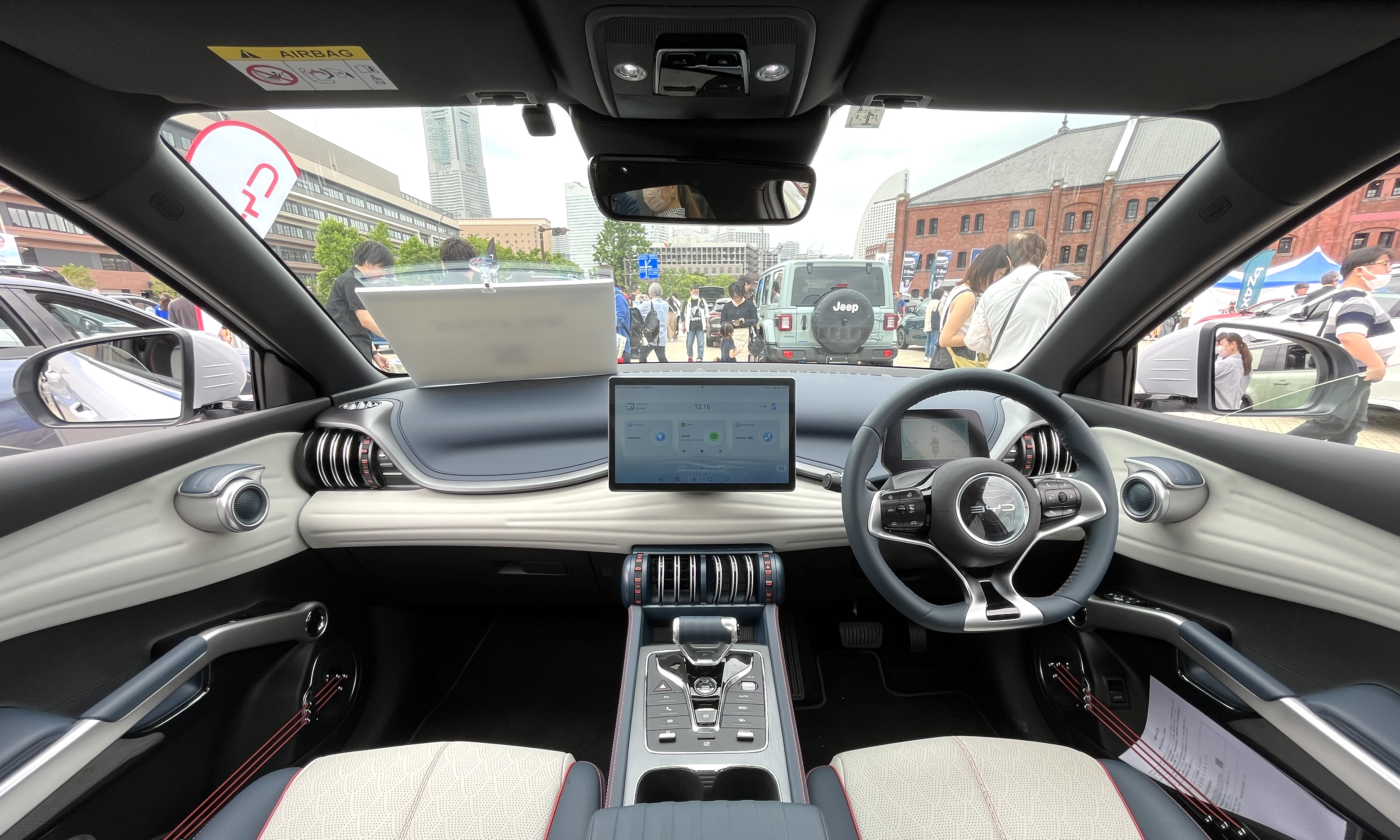
Interni della BYD Dolphin

Durante il salone di Shanghai nell'aprile 2021, la BYD ha presentato la nuova generazione della sua piattaforma dedicata alle autovetture elettriche nota con il nome di E-platform 3.0, che grazie a una migliore distribuzione dei pesi e ad una architettura a 800 Volt offre prestazioni e autonomia maggiori rispetto alla generazione precedente. Contemporaneamente, il costruttore cinese ha presentato un prototipo in versione di pre-produzione della utilitaria cittadina denominata BYD EA1 Concept.
Il modello in versione definitiva per la produzione in serie è stato presentato tre mesi dopo con il nome di BYD Dolphin. L'autovettura è stata il primo modello di produzione a portare in dote il nuovo logo del marchio BYD.